# ПРП-4М
ПРП-4М «Дейтерий» (индекс ГРАУ — 1В145, обозначение ГБТУ — Объект 779М) — советский подвижный разведывательный пункт. Разработан для разведки и целеуказания ракетно-артиллерийским системам.

## История создания
Подвижный пункт разведки ПРП-4М принят на вооружение в 1988 году. Создан на базе ПРП-4 и является последней крупносерийной модификацией семейства подвижных разведывательных пунктов.

## Описание конструкции

### Вооружение
В качестве основного вооружения использовался 7,62-мм пулемёт ПКТ. Боекомплект составлял 1000 патронов.

### Средства наблюдения и связи
Для наблюдения за местностью ПРП-4М снабжался инфракрасным тепловизионным прибором наблюдения 1ПН71. Для разведки и наблюдения в ночных условиях использовался ночной активный импульсный прибор наблюдения 1ПН61. Дальность опознавания целей в ночных условиях составляла до 3 км в активном режиме и до 1,5 км в пассивном. Также на 1В145 имелся встроенный дальномер 1Д14 и переносной дальномер 1Д13.
Для ведения радиолокационной разведки машина ПРП-4 «Дейтерий» оснащена  РЛС 1РЛ133-1 (может использоваться в стационарном (в башне) и выносном варианте, внешняя радиосвязь осуществляется радиостанциями Р-173 и автоматическим приёмо-передатчиком команд (АППК) 1А30М.

### Ходовая часть
Благодаря использованию в качестве базы шасси БМП-1, машина 1В145 сохраняет высокую манёвренность, хорошую проходимость, а также имеет возможность преодоления водных преград с помощью гусеничного движителя.

### Специальное оборудование
Для ориентирования на местности машина ПРП-4М укомплектована гирокомпасом 1Г25-1, гирокурсоуказателем (ГКУ) 1Г13М, а также курсопрокладчиком КП-4М.

## Модификации
- ПРП-4А «Аргус» — модификация предлагаемая ОАО «Рубцовский машиностроительный завод», отличается от базовой машины более совершенным оборудованием (РЛС 1Л120-1, активный импульсный прибор наблюдения 1ПН125 и тепловизор 1ПН126), установленной термодымовой аппаратурой, комплектом средств маскировки (тепловые экраны и маскировочная сеть) и современной системой оптико-электронного подавления.[4]
- ПРП-4МУ (Объект 508/509) — модификация предлагаемая ОАО «Рубцовский машиностроительный завод», отличается от базовой машины более совершенным оборудованием. Модификация до уровня ПРП-4МУ возможна как для ПРП-4М, так и для ПРП-3 и ПРП-4[1].